# Marko Perkovic "Thompson"
Marko Perković Thompson es un popular cantante croata.
Se le prohíbe actuar en varios países debido a sus simpatías fascistas. En particular, celebra el Estado Independiente de Croacia, el régimen croata pro nazi durante la Segunda Guerra Mundial.

## Juventud y guerra
Marko Perkovic nace en octubre de 1966 en Čavoglave, República Socialista de Croacia (hoy República de Croacia). Sus padres eran Marija y Ante. A su padre apenas lo veía, ya que trabajaba como gastarbeiter en Alemania, y sólo volvía a casa para Navidad. Se graduó en la ciudad de Split
En 1991 inicia la guerra de Croacia. Perkovic se alistó en la Guardia Nacional Croata, donde recibe un subfusil Thompson, del cual recoge su apodo. Durante la época en la que tuvo que defender su ciudad natal, fue cuando se inspiró para escribir una de las canciones más populares de la guerra, Bojna Čavoglave ("Batallón de Čavoglave"), con la cual inicia su carrera musical.
En 1992, Perkovic dio numerosos conciertos humanitarios en Croacia, y lanzó su primer álbum en ese mismo año.

## Carrera
Sus canciones a menudo están marcadas con temas cristianos e históricos, y a menudo incluyen elementos de folclore. Su distintivo es que canta a sus tres grandes amores: Dios, familia y patria, que no son simplemente una declaración de autodefensa, o un manifiesto político. La mayoría de sus canciones de mayor éxito (y de mayor aprecio por parte de la crítica) tratan acerca de la religión: "Radost s Visina" ("Alegría superior"), "Neću izdat ja" ("No te traicionaré"), "Dan dolazi" ("Llega el día"), "Početak" ("El Principio"), "Vjetar s Dinare" ("Vientos de Dinara"), "Sine Moj" ("Hijo mio"), "Moj Dida i ja" ("Mi abuelo y yo").
Perkovic ha levantado numerosas críticas por su pensamiento antiserbio, y ultranacionalista. En sus conciertos se exalta el espíritu nacional croata y se rememora la gesta de la independencia, como asimismo el triunfo de los croatas sobre los Turcos Otomanos que evitó que toda Europa fuera Musulmana, teniendo un sitial importante la mujer y los derechos a igualdad de la mujer, uno de los elementos que llevó a Croacia a oponerse a los musulmanes y combatir durante tres siglos defendiendo la fe cristiana y ganar la guerra pese a una notoria inferioridad numérica. En sus conciertos asiste todo tipo de personas y también Ultranacionalistas, Skinheads y miembros ultranacionalista que ondean banderas Nacionales de Croacia de varias épocas.
Dentro de su repertorio destacan "Bojna Čavoglave" ("Batallón de Čavoglave"), "Draga" ("Querida"), "Lijepa li si" ("Eres Hermosa"), "Reci, brate moj" ("Cuéntame, Hermano"), "Duh ratnika" ("Alma de los soldados"), "Neću izdat ja" ("No te traicionare"), "Maranatha", "Bosna" ("Bosnia"), "Boh i Hrvati" ("Dios y los croatas"). Y tantos otros. Se ha presentado en los Estados Unidos, Canadá y Australia, fuera de Europa. Instituciones judías han tratado de impedir estas presentaciones del 2007 y 2008, sin éxito. 
Durante la Euro 2008, el entrenador croata Slaven Bilić para celebrar la victoria contra el combinado austriaco optó por poner a sus jugadores una canción de Perkovic, ante las críticas de la prensa internacional.
En julio de 2025, Marko Perković dio un concierto en Zagreb ante unos 500.000 espectadores, considerado el mayor concierto jamás celebrado en Croacia. Durante el espectáculo, el cantante y muchos de sus fans realizaron el saludo Za dom spremni, utilizado por el régimen pro nazi Ustacha durante la Segunda Guerra Mundial. Aunque este saludo está penado por la ley en Croacia, los tribunales han autorizado a Perković a utilizarlo en sus canciones. El acto suscitó críticas tanto en Croacia como en el extranjero, en particular del Presidente serbio Aleksandar Vučić, que lo consideró una demostración de apoyo a los valores pronazis. Por otro lado, el primer ministro croata, Andrej Plenkovic, asistió al ensayo general y se hizo una foto con la cantante, en presencia del presidente del Parlamento, Gordan Jandrokovic. Según la ONG Iniciativa Juvenil por los Derechos Humanos, este acto «se ha convertido en la mayor concentración [pro]fascista organizada en Europa desde la Segunda Guerra Mundial».